# 신히키다역
신히키다역(일본어: 新疋田駅, しんひきだえき)은 일본 후쿠이현 쓰루가시에 있는 서일본 여객철도의 철도역이다.

## 역 구조
역 구내 세 선로의 양 끝을 승강장으로 사용하는 상대식 승강장 형태의 지상역이다. 가운데 선로 한 개는 상행 특급 및 화물열차를 위한 통과선이다.

### 승강장
| 역사측 | ■ 호쿠리쿠 본선 | 쓰루가 · 다케후 · 후쿠이 방면 |
| 반대측 | ■ 호쿠리쿠 본선 | 오미시오쓰 · 나가하라 방면    |

## 역세권 정보
- 아라치 관문

## 역사
- 1957년 10월 1일 - 호쿠리쿠 본선의 이설에 따라 개업하였다.
- 1987년 4월 1일 - 민영화에 따라 서일본 여객철도의 소속이 되었다.
- 2003년 11월 1일 - 이코카의 사용이 개시되었다.

## 인접역
| 서일본 여객철도     | 서일본 여객철도 | 서일본 여객철도           |
| ------------------- | --------------- | ------------------------- |
| 오미시오쓰 마이바라 | ■ 호쿠리쿠 본선 | 쓰루가 쓰루가·후쿠이 방면 |